# Scutopus robustus
Scutopus robustus är en blötdjursart som beskrevs av Salvini-plawen 1970. Scutopus robustus ingår i släktet Scutopus och familjen Limifossoridae. Arten är reproducerande i Sverige. Inga underarter finns listade i Catalogue of Life.